# Campionato italiano femminile di hockey su ghiaccio 2011-2012
La Campionato italiano femminile di hockey su ghiaccio 2011-2012 è la ventiduesima edizione di questo torneo, organizzato dalla FISG, e vede confermate le squadre della stagione precedente. Prima della disputa del campionato, si è disputata la prima edizione della Coppa Italia.

## Partecipanti
Il torneo, che ha avuto inizio nel mese di dicembre, al termine della Coppa Italia 2011-2012, vede coinvolte le stesse quattro compagini della stagione precedente:

 Agordo
 Lakers
 EV Bozen Eagles
 Real Torino F.

## Formula
La formula prevede un doppio girone di andata e ritorno, seguito dai play-off per tutte e quattro le squadre, con semifinali e finale al meglio delle tre gare.

## Regular season

### Primo girone
| Squadre           | Agordo           | Appiano               | EV Bozen Eagles  | Real Torino      |
| ----------------- | ---------------- | --------------------- | ---------------- | ---------------- |
| HC Agordo         |                  | 2:3 d.r. (08/01/2012) | 2:5 (25/02/2012) | 0:5 (04/02/2012) |
| HC Appiano Lakers | 3:2 (06/01/2012) |                       | 0:3 (18/12/2011) | 4:2 (25/02/2012) |
| EV Bozen Eagles   | 9:2 (10/12/2011) | 3:0 (17/12/2011)      |                  | 4:2 (03/03/2012) |
| Real Torino       | 5:0 (18/02/2012) | 3:2 (28/01/2012)      | 3:1 (07/01/2012) |                  |

Legenda: d.t.s.= dopo i tempi supplementari; d.r.= dopo i tiri di rigore

### Secondo girone
| Squadre           | Agordo            | Appiano               | EV Bozen Eagles  | Real Torino      |
| ----------------- | ----------------- | --------------------- | ---------------- | ---------------- |
| HC Agordo         |                   | 5:2 (04/03/2012)      | 2:6 (26/02/2012) | 1:9 (05/02/2012) |
| HC Appiano Lakers | 3:4 (03/03/2012)  |                       | 0:5 (19/02/2011) | 1:6 (26/02/2012) |
| EV Bozen Eagles   | 13:1 (29/01/2012) | 15:1 (04/02/2012)     |                  | 1:3 (04/03/2012) |
| Real Torino       | 5:0 (19/02/2012)  | 1:2 d.r. (29/01/2012) | 1:6 (08/01/2012) |                  |

Legenda: d.t.s.= dopo i tempi supplementari; d.r.= dopo i tiri di rigore

### Classifica
|    |                 |       |    |    |     |     |   |    |    |
|    | Teams           | Punti | PG | V  | VOT | POT | P | GF | GS |
| 1. | EV Bozen Eagles | 30    | 12 | 10 | 0   | 0   | 2 | 71 | 17 |
| 2. | Real Torino F.  | 25    | 12 | 8  | 0   | 1   | 3 | 45 | 22 |
| 3. | Lakers          | 10    | 12 | 2  | 2   | 0   | 8 | 21 | 51 |
| 4. | Agordo          | 7     | 12 | 2  | 0   | 1   | 9 | 21 | 68 |

Legenda: PG = partite giocate; V = vittorie conseguite nei tempi regolamentari; VOT= vittorie conseguite ai tempi supplementari o ai rigori; POT = sconfitte subite ai tempi supplementari o ai rigori; P = sconfitte subite nei tempi regolamentari; GF = reti segnate; GS = reti subite

## Play-off

### Tabellone
|  | Semifinali | Semifinali      | Semifinali      | Semifinali | Semifinali |  |  | Finale | Finale          | Finale | Finale | Finale |  |
|  |            |                 |                 |            |            |  |  |        |                 |        |        |        |  |
|  | 1          | EV Bozen Eagles | EV Bozen Eagles | 7          | 19         |  |  |        |                 |        |        |        |  |
|  | 4          | Agordo          | Agordo          | 1          | 2          |  |  | 1      | EV Bozen Eagles | 2      | 4      | 4      |  |
|  | 2          | Real Torino F.  | Real Torino F.  | 4          | 6‡         |  |  | 2      | Real Torino F.  | 4      | 0      | 0      |  |
|  | 3          | Lakers          | Lakers          | 0          | 5          |  |  |        |                 |        |        |        |  |

†: partita terminata ai tempi supplementari
‡: partita terminata ai tiri di rigore

### Semifinali

#### Gara 1
| Arbitri: | Alexander Wiest Marco Bettarini |

|  |           | |
|  | Marcatori | 1:17 C. Rossi (C. Saletta) 28:46 E. Ballardini (C. Saletta) 36:02 C. Saletta (E. Casassa) 39:54 M. Masperi |

| Arbitri: | Omar Piné Mauro De Zordo |

|                   |           | |
| L. De Rocco 32:24 | Marcatori | 0:38 M. Angeloni 16:55 S. Gius 20:40 M. Farinella (C. Furlani) 41:28 W. Kaser 42:45 B. Larger 46:48 B. Larger (S. Gius) 56:29 H. Elliscasis (C. Furlani) |

#### Gara 2
| Arbitri: | Mauro Costa Francesco Coccioli |

| |           | |
| E. Ballardini (C. Rossi) 4:41 E. Casassa (C. Rossi, C. Saletta) 11:57 V. Ricca (A. De La Forest, E. Ballardini) 16:19 V. Ricca (E. Ballardini, A. De La Forest) 42:46 A. De la Forest (V. Ricca) 59:13 A. De La Forest rig. | Marcatori | 10:54 K. Sparer (T. Larger, C. Theiner) 17:03 C. Theiner 29:59 D. Prossliner (K. Sparer, T. Larger) 31:03 T. Larger (S. Deflorian) 56:30 T. Larger (D. Prossliner, K. Sparer) |

| Arbitri: | Helga Tschörner Marco Bettarini |

| |           |                                                                  |
| B. Larger (C. Furlani) 0:22 B. Larger (C. Furlani, S. Gius) 1:18 B. Larger (S. Gius, C. Furlani) 7:15 B. Larger (S. Gius, C. Furlani) 7:35 S. Gius (C. Furlani, B. Larger) 9:18 S. Gius (B. Larger, C. Furlani) 15:48 E. Bonafini (M. Angeloni) 17:36 S. Gius 18:50 S. Gius (C. Furlani, B. Larger) 20:24 W. Kaser (E. Bonafini, H. Elliscasis) 22:38 B. Larger (S. Gius, M. Farinella) 23:52 B. Larger 27:40 B. Larger (S. Gius) 31:02 B. Larger (S. Gius, C. Furlani) 31:25 S. Hofer (M. Farinella, E. Bazzanella) 35:20 C. Furlani (S. Gius, B. Larger) 36:57 W. Kaser (M. Angeloni) 38:29 C. Furlani 41:17 H. Elliscasis (W. Kaser) 55:47 | Marcatori | 1:25 L. De Rocco (S. Toffano) 29:07 F. Zandegiacomo (S. Toffano) |

### Finale 3º posto

#### Gara unica
L'incontro si è disputato in gara unica.
| Arbitri: | Omar Piniè Mauro De Zordo |

|                                                                                          |           |                                                 |
| F. Zandegiacomo (S. Toffano) 9:44 L. De Rocco 32:34 C. Vallazza (M. Campo Bagatin) 42:12 | Marcatori | 21:40 D. Prossliner 33:19 K. Sparer (T. Larger) |

### Finale scudetto

#### Gara 1
| Arbitri: | Mauro Costa Francesco Coccioli |

| |           |                                                             |
| C. Saletta (V. Ricca) 1:34 E. Casassa (C. Rossi, V. Ricca) 12:35 E. Ballardini (A. De La Forest, C. Saletta) 30:00 A. De la Forest (C. Saletta, C. Rossi) 56:46 | Marcatori | 22:42 W. Kaser (E. Bonafini) 40:14 M. Angeloni (C. Furlani) |

#### Gara 2
| Arbitro: | Helga Tschörner |

| |           |  |
| C. Furlani (B. Larger) 3:14 C. Furlani (B. Larger, S. Gius) 9:16 B. Larger 38:09 E. Bonafini (W. Kaser, A. Sacchi) 58:04 | Marcatori |  |

#### Gara 3
| Arbitro: | Helga Tschörner |

| |           |  |
| B. Larger (S. Gius) 0:14 M. Farinella 37:55 H. Elliscasis (W. Kaser) 39:33 B. Larger (C. Furlani, S. Gius) 43:29 | Marcatori |  |

L'EV Bozen 84 Eagles vince il suo terzo scudetto consecutivo, il decimo considerando anche gli scudetti dell'HC Eagles Bolzano.